# Christoph August Becker
Christoph August Becker (* vor 1747; † nach 1790) war ein in Hildesheim tätiger Glockengießer.

## Leben
Christoph August Becker wohnte und arbeitete in der Mitte des 18. Jahrhunderts in der Hildesheimer Almensstraße. Dort goss er im Jahr 1747 für 380 Thaler die 66 Centner und 12 Pfund schwere sogenannte „Apostelglocke“ für den Hildesheimer Dom, die eine Umschrift von dem dort tätigen Domvikar Nicolaus Meyer gedichteten chronologischen Verse trug: „Clango Deo vero, voco Vulgus, servio Clero, Explice festa Chori, dirigo festa fori.“ Doch nach nur etwas mehr als ein Dutzend Jahre nach ihrem Guss zerbarst die Apostelglocke am 20. August 1760.

## Werke (sofern bekannt)
- 1747: „Apostelglocke“ für den Dom von Hildesheim; 1760 geborsten[1]
- 1749: Läuteglöcke als Ergänzung zu den bestehenden zwei Schlagglocken für die Kirche St. Andreas in Hildesheim; die Glocke wurde 1988 in die Kirche St. Jakobi transloziert[2]
- 1775 beschaffte die Gemeinde von Bültum zwei neue Läuteglocken von Becker in Hildesheim. Die größere der beiden wurde im Ersten Weltkrieg 1917 zu Rüstungszwecken abgeliefert. Als 1938 eine Ersatzglocke als erste Läuteglocke durch die Firma Schilling montiert wurde, zersprang die ist die verbliebene alte Glocke aus der Beckerschen Gießerei.[3]
- 1790: Umguss einer geborstenen Läuteglocke zu einer neuen in der Hildesheimer St. Andreas-Kirche[2]